# シズラニ・トロリーバス
シズラニ・トロリーバス（ロシア語: Сызранский троллейбус）は、かつてロシア連邦の都市・シズラニに存在したトロリーバス。2002年に開通した、同年時点でロシア連邦で最も新しいトロリーバス路線であったが、僅か7年後の2009年に廃止された。

## 概要
環境に優しい交通機関であるトロリーバスをシズラニ市内に敷設する計画は、1997年に当時の市長による建設に関する署名が行われた事で本格的な検討が開始された。そして2002年9月1日、シズラニの創立319周年に合わせてトロリーバスの運行が開始された。当初の計画ではシズラニ市内に合計110 km以上の広大な路線網が築かれ、80～90両のトロリーバス車両、700人以上の従業員を抱える予定であった。また、建設にあたってはシズラニ製油所を所有していたユコス社からの支援を受けた。運営はシズラニ市内で公共交通機関を管理していた市営単一企業のシズラニ旅客自動車輸送会社（МУП «Сызранское пассажирское автотранспортное предприятие»、СПАТП）によって行われた。
だが、2004年に一部区間の延伸が行われたものの、計画された路線網の大半は建設されず、2007年時点でも1系統の運行のみであった。また、導入された車両も僅か4両のみに留まり、うち1両は2007年に火災で焼失した。そしてこの路線自体も慢性的な赤字が続いた結果、2009年11月1日をもって営業運転を停止し、以降運転が再開される事は無かった。その後も架線柱などの施設は長期に渡って残されていたが、2010年以降撤去が進んでいる。